# 훈제

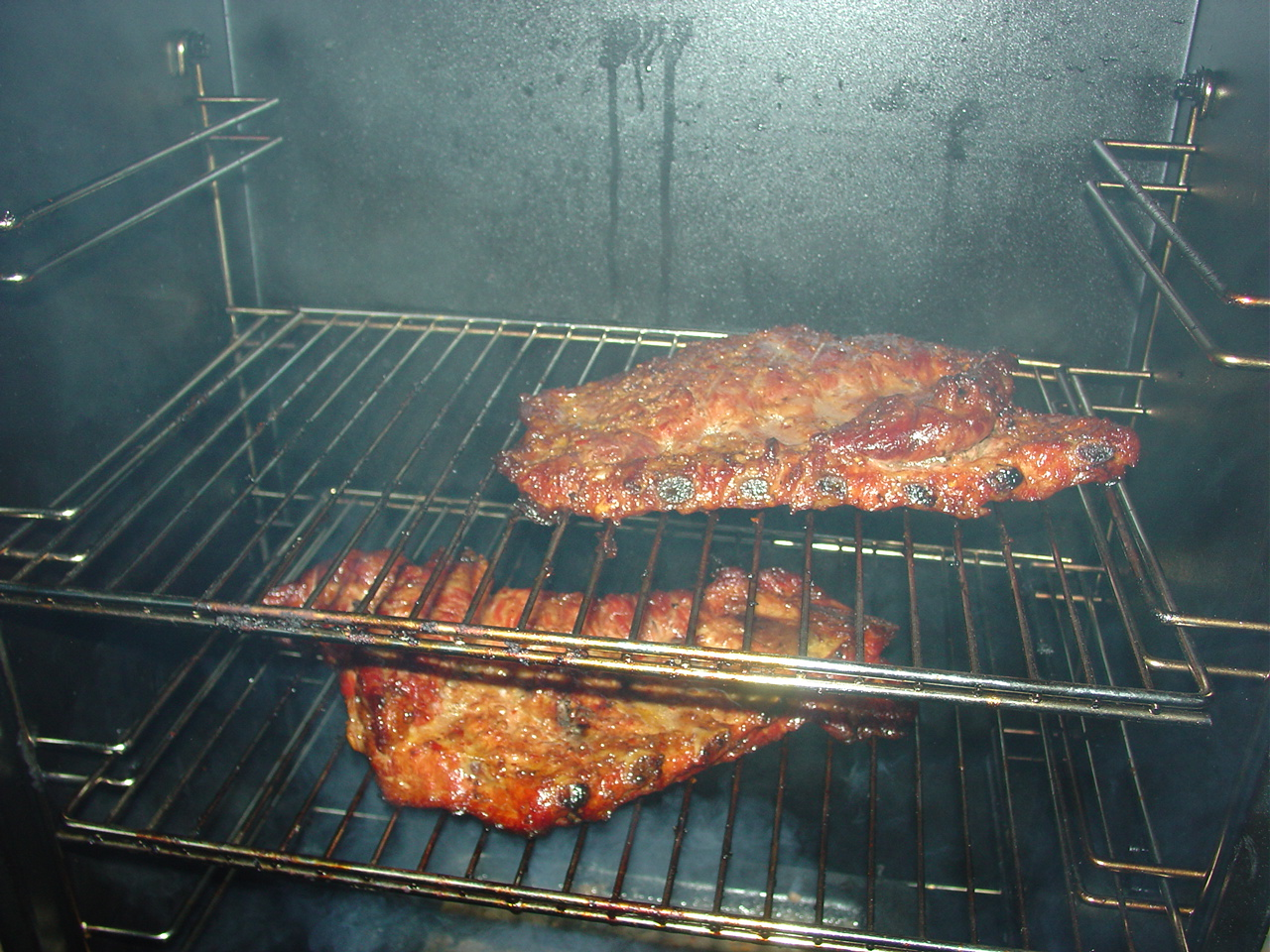
돼지 갈비를 훈제하는 모습.

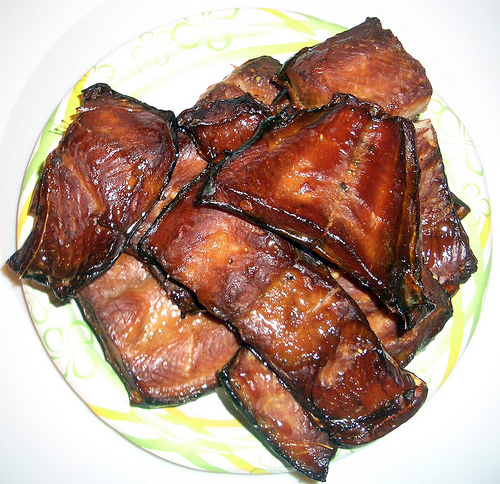
훈제 연어.

훈제(燻製, 문화어: 내굴찜, 훈연(燻煙); 영어: smoking)는 고기 등의 음식을 연기를 사용해 훈연처리하여, 연기 성분이 흡수되도록 하는 조리 및 보존 방법을 말한다. 이 방식으로 만들어진 음식을 칭하기도 한다. 일반적으로 연기의 원료는 나무를 사용한다. 고기류 외에도 어류나 치즈, 채소 등 다양한 음식에 사용되는 조리 방법이다.

## 종류

### 냉훈법
냉훈법(冷燻法)은 식품을 낮은 온도에서 연기에 3∼4주 동안 그을려 저장하는 방법이다.

### 온훈법
온훈법(溫燻法) 또는 그슬기는 햄, 소시지, 베이컨, 생선 따위를 높은 온도의 불로 훈제하는 방법이다. 고기 맛이 좋고 연하며 향기가 좋으나 저장성이 떨어진다.

### 열훈법
열훈법(熱燻法)은 염지한 육류나 어류를 높은 온도에서 2~4시간 나무 연기에 익히는 훈제법이다.

### 액훈법
액훈법(液燻法)은 연기 중의 유효 성분을 녹인 물에 원료를 담갔다가 말리거나 그 겉면에 물을 뿌려서 다시 말리는 방법이다. 어육보다 수육의 훈제에 주로 쓴다.

### 전훈법
전훈법(電燻法)은 염지한 고기를 방전을 이용하여 그을려 저장하는 방법이다.

## 훈제기의 종류
훈제요리를 할 수 있도록 만들어진 기기를 훈제기(또는 스모커;Smoker)라 하는데, 다음과 같은 종류가 있다.

### 프로판 훈제기
프로판 훈제기(또는 가스 훈제기)에서는 가스 버너로 나무나 숯 등이 담긴 쇠 통을 가열해 연기가 만들어진다. 쇠 통은 위쪽에 있는 몇 개의 구멍 외에는 막혀있기 때문에 안에 들어있는 재료가 제대로 연소되지 않고 연기가 발생한다. 사용 방법이 간편하며 재료를 적게 사용하는 장점이 있다.

### 스모크 박스
화기가 담긴 통을 음식이 담긴 부분 밑에 두어 훈제시키는 전통적인 방식이다. 정밀하게 화기를 제어할 수 있는 장점이 있다. 다만 불의 조절에 있어 숙련된 작업자가 제어가능하다.

### 스모크 하우스
스테인리스로 만들어진 판매용 제품이다. 연기 발생과 조리방법에 대해 독립적인 시스템을 가지고 있다. 마찰열, 전기 코일, 불꽃 등으로 톱밥 등의 연기 재료에 불을 붙이며, 코일이나 가스 등으로 발생하는 열, 증기, 물 등을 조합하여 원하는 열과 습도를 만들어낸다. 정교하게 설계된 공기 순환 장치를 통해 조리 공간에서의 온도 편차를 줄여, 음식을 골고루 익힐 수 있게 되어 있다. 바퀴나 레일 등이 달려있어 이동식으로 쓸 수 있다. 훈제기 또는 스모커라는 이름으로 시중에서 판매되는 제품은 대부분 여기에 해당한다.

## 보존 효과
연기에는 항균 효과와 산화 방지 효과가 있으나, 연기만 가지고는 음식을 보관하는 데에 사용하기가 어렵다. 음식에 연기를 쐬어도 깊숙히 성분이 파고들지 못하고 음식 외부에만 효과가 적용되기 때문인데, 이런 이유로 근대에는 향이나 맛을 내는 데에 사용되었다.
훈제는 다른 방법들과 혼합할 경우 효과적인 음식 보존 기법이 될 수 있다. 가장 많이 쓰이는 방법은 건조 또는 소금에 절인 상태로 훈제를 가하는 방법이다. 이렇게 하면 음식 내부에선 박테리아 등이 살기가 어렵게 되고, 외부에는 훈제를 통해 특유의 껍데기가 생겨 음식을 보호할 수 있게 된다. 이를 통해 보존 기간을 수 주에서 최대 수십 년 이상으로 끌어올릴 수 있게 된다.
특히 물고기 요리에 효과적인데, 이것은 물고기의 내부 지방이 산소에 노출되어 산패될 때 악취를 풍기는 것을 훈제를 통해 막거나 늦출 수 있기 때문이다. 잘 절여지고 훈제를 오랫동안 한 물고기의 경우 냉장고 없이도 수 주에서 수 개월을 보존할 수 있다. 이런 식으로 보존처리를 강화한 음식은 보통 먹기 전에 물에 삶는 등의 추가 처리를 해야 맛있게 먹을 수 있다.

## 건강에 미치는 영향
절임 등의 보존처리된 음식을 먹는 것은 암을 일으킬 수 있다는 견해가 있다. 연료의 불완전 연소로 발생하는 PAH(다환성방향족탄화수소)가 발암물질로 의심받고 있고, 육즙이 화기쪽으로 떨어져 발생하는 연기가 고기에 축적되는 것도 사실상 마찬가지다.

## 훈제 요리의 종류
조리나 보존 시 훈제 과정을 거치는 음식 또는 음식 재료로 다음과 같은 것들이 있다.
- 햄
- 베이컨
- 두부[2]
- 소시지
- 오리
- 닭, 달걀
- 청어
- 훈제 치즈
- 훈제 소금
- 파프리카
- 가쓰오부시

## 같이 보기
- 브레이징
- 통조림
- 훈제육